# Les Moulières
Les Moulières est un hameau de montagne héraultais dépendant de la commune de Lauroux.

## Géographie
Ce hameau se présente en flanc de montagne, et est traversé par la route reliant Lauroux d'un côté à Lodève ou l'A75 (direction Millau ou Montpellier) de l'autre côté.
Deux places agrémentent le cœur du hameau, où se concentre une grande partie des habitations.
Il y a environ 20 à 25 habitants qui dépendent de Lauroux, village voisin, séparé par le hameau de Fontreboule.

## Histoire

### Autrefois
Dans les années 1930/1940, sur l'aire, place d'origine du hameau, on œuvrait surtout à l'activité céréalière.
Elle servait notamment d'aire de battage ou dépiquage,  pour récolter l'avoine ramenée des cultures par les paysans: on y déliait alors les gerbes, et les chevaux passaient en rond lors du foulage, pour écraser les épis de blé et d'avoine.
Le fourrage (foin et luzerne) pour les chevaux était alors monté sur le dos au grenier pour la réserve hivernale. Le travail était presque exclusivement manuel, les machines n'existant pas à l'époque, même pas les tracteurs...
Le blé n'était conservé que quelque temps avant d'être distribué au meunier (une seule famille) de Fondamente (Aveyron), qui se déplaçait et vendait lui-même la farine au boulanger. Celui-ci se déplaçait jusqu'aux Moulières pour la tournée.
La récolte d'une trentaine d'oliviers servait le moulin de Lodève, coopérative à l'époque.
Ces olives pouvaient également être confites (eau, soude caustique) à la confiserie de Lodève.
Quelques familles, 7 ou 8 vignerons, cultivaient le vignoble de la région.
Cette activité leur suffisait pour vivre, sachant que les gens vivaient beaucoup de leurs ressources locales:
les légumes du jardin, les arbres fruitiers qui servaient plus à un usage personnel, les oliviers...
L'élevage d'un troupeau de moutons (60 à 80 brebis en moyenne) permettait d'obtenir du lait pour la
laiterie de Lauroux, où on fabriquait le roquefort, on le conservait quelque temps, puis il était envoyé à la commune de Roquefort pour qu'il s'affine; cette phase étant beaucoup plus longue (plusieurs mois).
Ces brebis "rustiques" portent le nom de Lacaune, commune du Tarn d'où elles sont originaires, connues entre autres pour leur bonne résistance durant l'hiver.
Les agriculteurs faisaient agneler chaque année pour perpétuer le troupeau et compenser les quelques
bêtes vieillissantes qu'ils avaient vendues pour la boucherie.
Il fallait se déplacer à Lodève pour rencontrer le maréchal-ferrant, soit 8 km par la route, qui était un chemin à l'époque; par-contre, un tondeur du plateau du larzac passait dans les villages une fois par an.
Malgré les difficultés liées à la montagne, la logistique s'est donc faite d'elle-même, avec un épicier ambulant, et un facteur qui venait à pied, puis à bicyclette.
Le boucher était à Pradines, autre hameau juste à côté.

### Aujourd'hui
Un boulanger fait encore sa tournée régulièrement, ainsi que le facteur, mais il faut dorénavant se rendre à Lodève pour le reste.
L'activité du vignoble est la seule subsistante.
Le lavoir à la sortie du hameau reste visible, ainsi qu'une source de la montagne juste à côté.
Le hameau jadis alimenté en eau par une source de Lauroux l'est désormais par Lodève.
Une ligne de bus traverse le village trois fois par jour pour joindre Lodève géré par le réseau des Transports de l'Hérault.

## Galerie

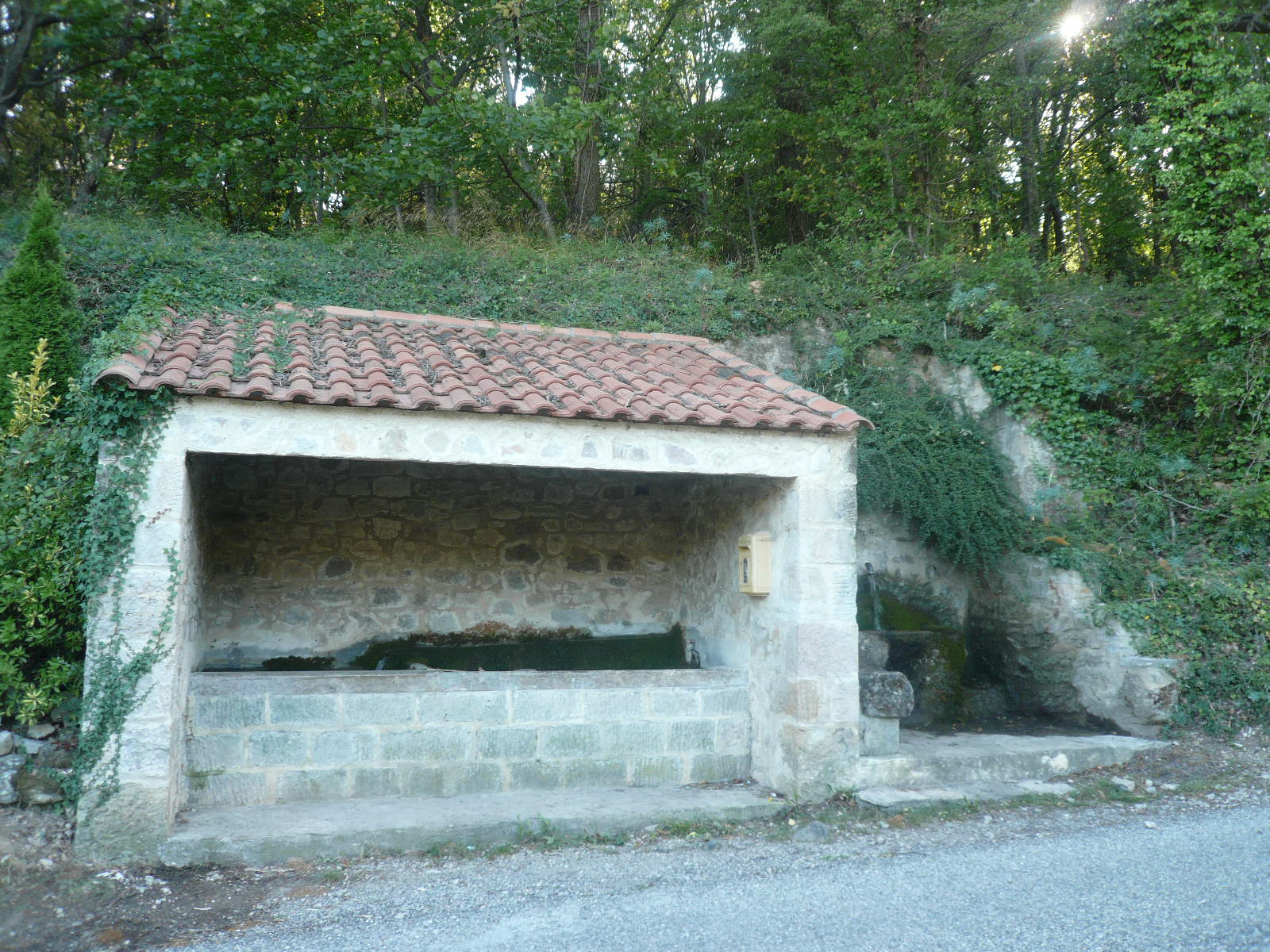
Lavoir des Moulières en sortie de hameau
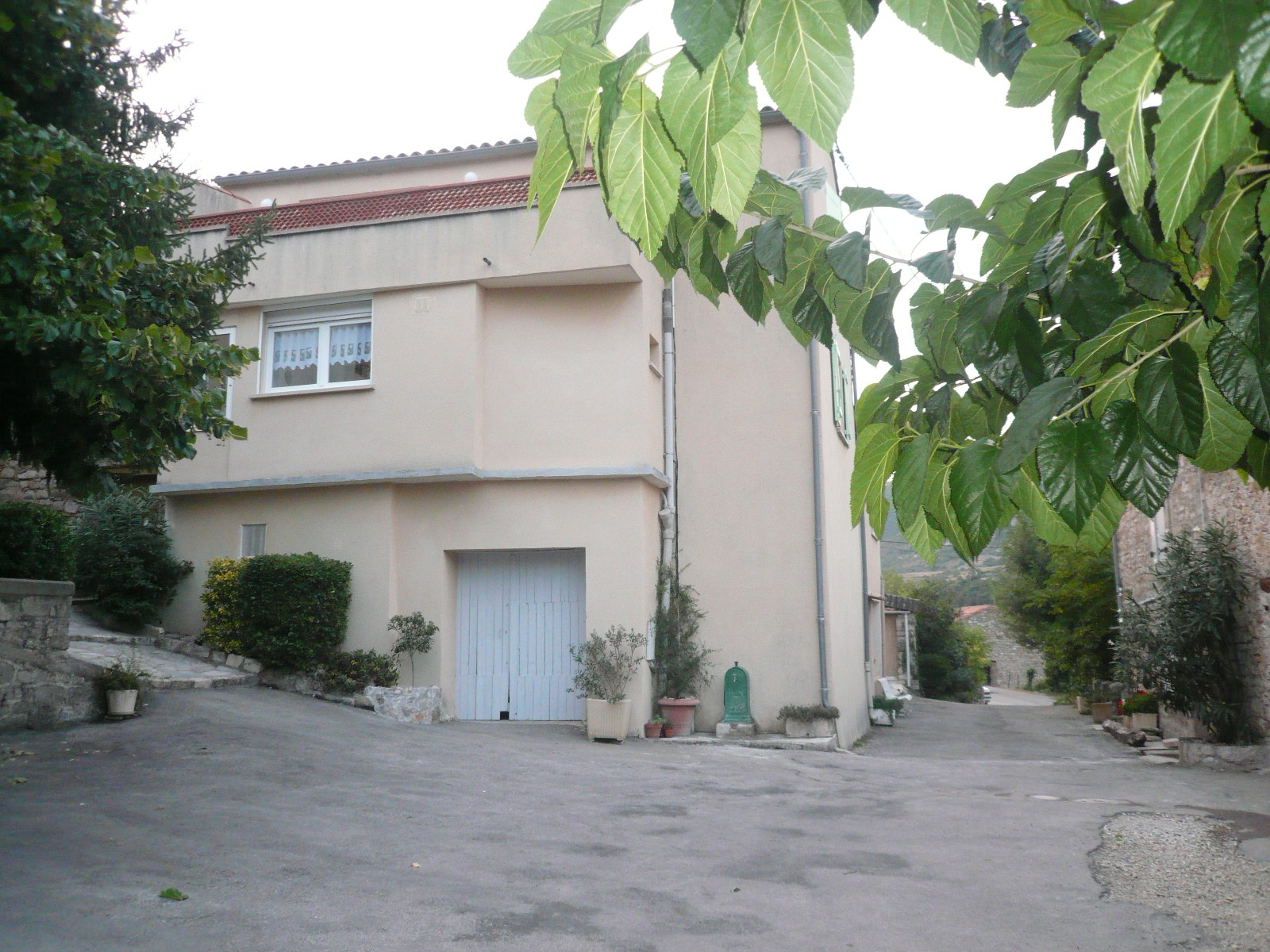
Place "haute" des Moulières
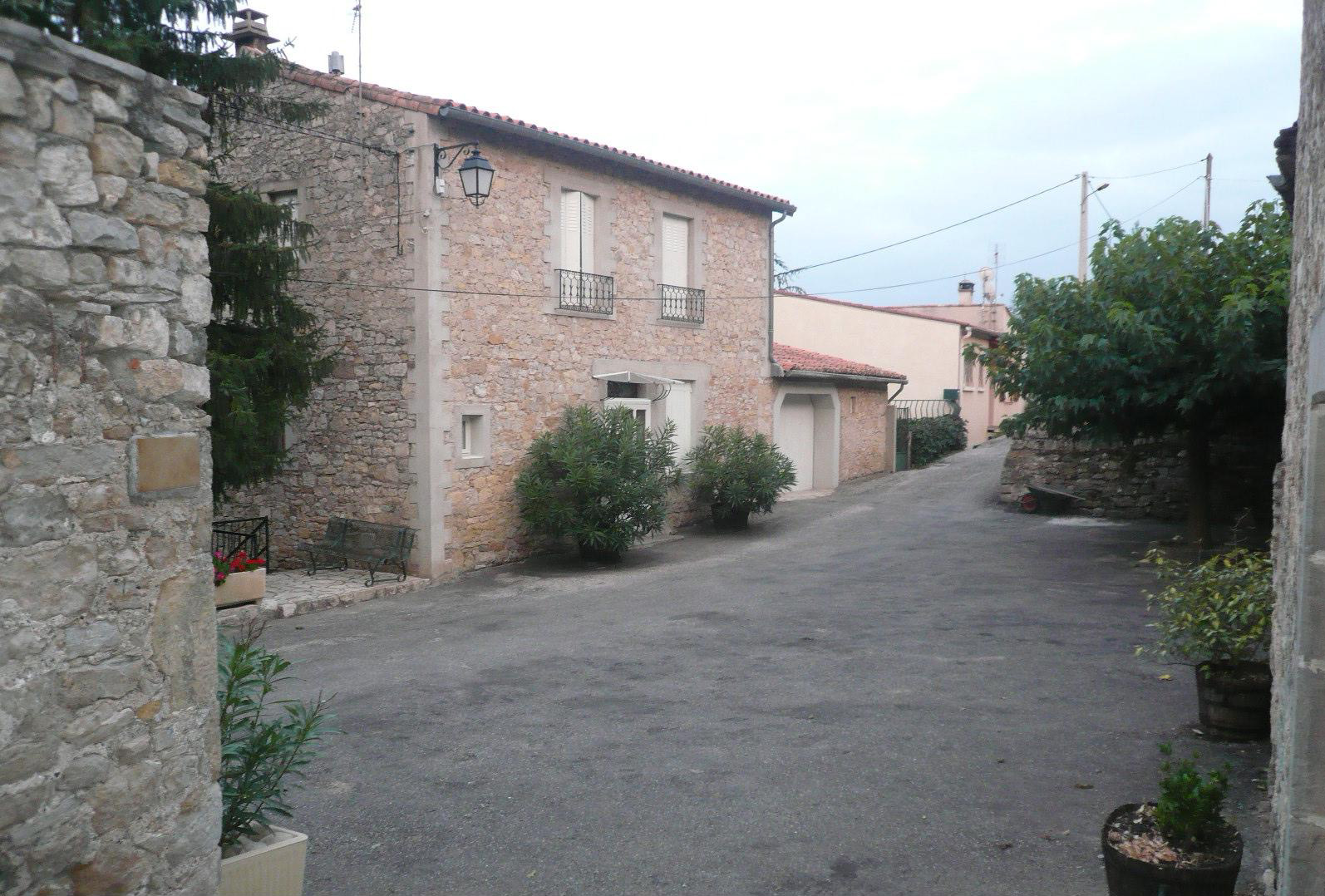
Place d'origine des Moulières
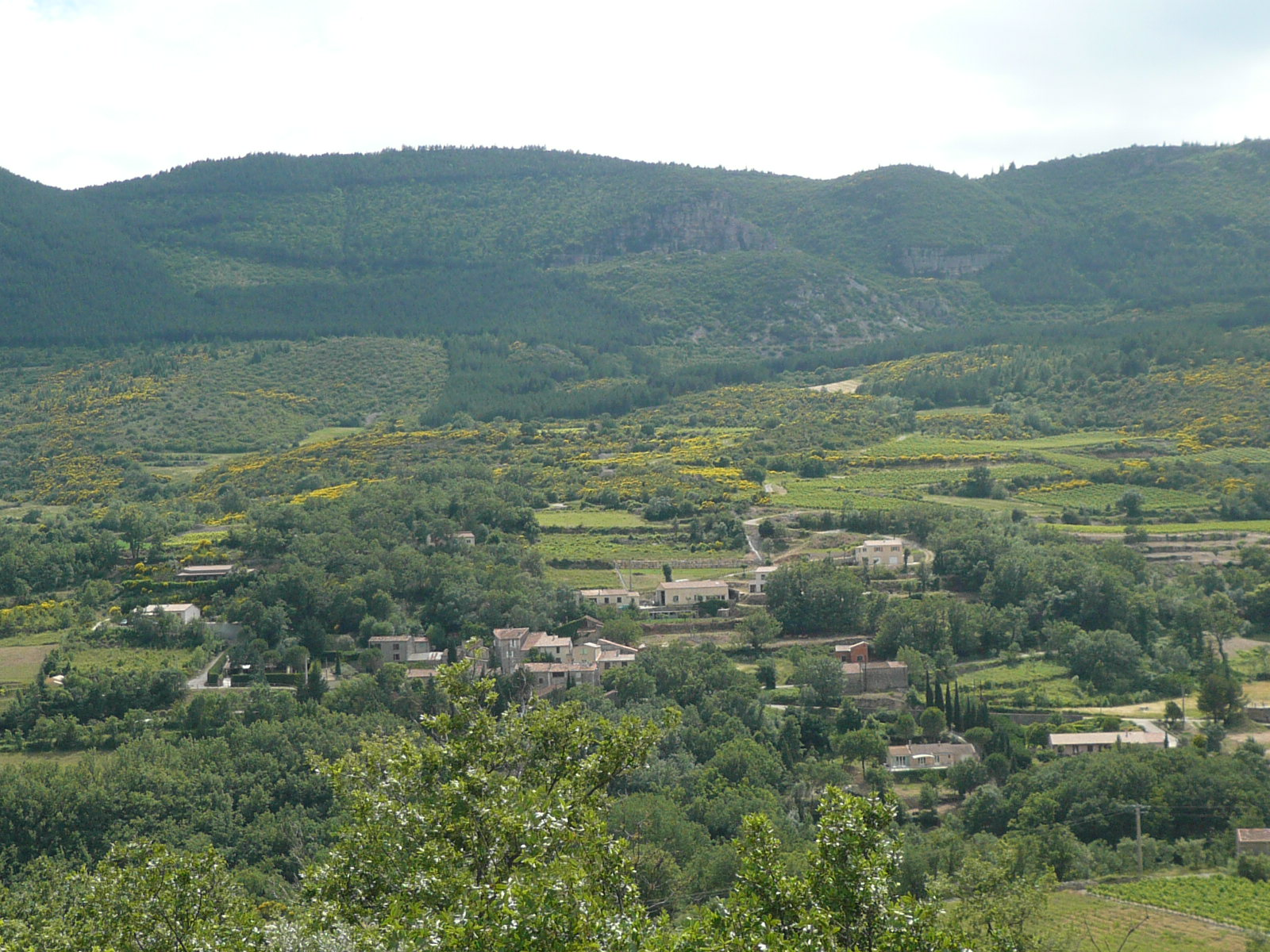
Vue d'ensemble sur Les Moulières